# Neurada
- Commons
- Wikispecies

Neurada L. é um género botânico pertencente à família Neuradaceae.

## Espécies
- Neurada al-eisawii
- Neurada austroafricana
- Neurada procumbens
- «Lista de espécies»

## Classificação do gênero
| Sistema | Classificação                     | Referência               |
| ------- | --------------------------------- | ------------------------ |
| Linné   | Classe Decandria, ordem Decagynia | Species plantarum (1753) |